# 鉄甲船
鉄甲船（てっこうせん）は、戦国時代から江戸時代初期にかけて用いられた、大型の安宅船に鉄板を張った軍船。織田信長や豊臣秀吉が建造を命じたものが主に知られる。

## 織田信長の鉄甲船

### 建造の背景
永禄11年（1568年）、美濃国・尾張国を治めた戦国大名の織田信長は、室町幕府将軍家の後継者である足利義昭を擁して上洛を果たしたが、その後も三好氏などと対立を続けていた。また、元亀2年（1571年）以降、足利義昭との関係も険悪となり、いわゆる信長包囲網が敷かれることとなった。
この信長包囲網の一角を担ったのが中国地方の毛利氏及び浄土真宗の本山である本願寺で、特に本願寺は石山本願寺を拠点として抗戦を続けていた。信長は石山本願寺を包囲して攻略しようとしたが、海上から毛利氏の支援があったため、天正4年（1576年）これを断つべく水軍を送り込むが瀬戸内海、特に因島、能島などの村上水軍を掌握した毛利氏に敗北を喫した（第一次木津川口の戦い）。
この敗北を受けて、信長が伊勢志摩の豪族であり水軍を率いた九鬼嘉隆に命じて作らせたといわれるのが鉄甲船である。

### 木津川口の海戦とその後
『信長公記』では、九鬼嘉隆の建造した6隻の黒い大船に加えて、滝川一益の建造した白い大船1隻が、天正6年（1578年）6月20日に伊勢から出航して雑賀・淡輪の水軍と戦い、9月30日に堺湊で艦船式、11月6日に木津川口で九鬼嘉隆の6隻が海戦を行ったことが記載されている（第二次木津川口の戦い）。
どのような船であったか、特にその最大の特徴である鉄板などによる装甲があったのかという点では議論があるが、九鬼嘉隆が第二次木津川口の戦いにおいて何らかの新造船を用いて毛利氏の派遣した水軍に挑み、大砲でこれを破ったことは事実である。この戦い以後、本船がどうなったかは不明である。天正10年（1582年）の本能寺の変後、大阪湾に投錨したまま放棄され、朽ちていったという話や解体されて数隻の小早などに作り直された話などが伝わる。
天正12年（1584年）6月、九鬼嘉隆は伊勢白子浦から蟹江浦に滝川一益の兵3千人を揚陸させているが、同月19日の海戦に敗れて嘉隆は大船を捨て小舟で沖に逃れており、この時に沈没したとも考えられる（蟹江城合戦）。この嘉隆の大船は、「大宮丸」、「日本丸」と伝わる。
文禄元年（1592年）からの文禄の役では九鬼水軍の安宅船が数々の海戦に参加しており、また、同役では多数の船舶が失われた。この時の旗艦は「日本丸」であり、元は「鬼宿丸」という名の船であったという。その後も九鬼水軍は、慶長の役、安濃津城の戦い、大坂の陣などに参加している。
石山合戦の転機となった第二次木津川口の戦いの主力艦でありながら、600隻の軍船からなる毛利氏の水軍に勝利したという伝説的戦果の真否や、その寸法、鉄による装甲の有無、その最期など、様々な点で謎に包まれた存在となっている。

### 鉄甲船の要目
本船の存在は信長の側近・太田牛一の著した『信長公記』、多聞院の英俊が記した『多聞院日記』、宣教師オルガンチノのルイス・フロイス宛の報告書などに記載が見られるが、詳細については詳らかではなく、未だ定説を見ていない。明らかなのは大砲をいくつか搭載していたということである。
- 寸法

『多聞院日記』によると長さ12～13間（21.8m～23.6m）、幅7間（12.7m）と記述されている。
これは天正元年（1573年）に琵琶湖湖畔の佐和山において、丹羽長秀の指揮のもと、寸法が長さ30間（約55m）幅7間（12.7m）の大船が建造された例（『信長公記』）が存在するため、建造不可能とはいえない寸法である。反面、『多門院日記』による寸法ではこの丹羽長秀による大船よりも大幅に船長が短く、縦横比が低いために航走には適さない船型になる。これは船体幅では無く、艪を操作するため両舷に張り出した艪床を含んだ最大幅を指すものと考えられる。
- 装甲

本船は船体を厚さ3mm程度の鉄板で覆い、村上水軍が得意とした焙烙火矢に対する装甲としたと伝わる。
しかし、これを直接的に示している同時代の史料は『多門院日記』しかなく、その『多聞院日記』も「鉄の船なり。鉄砲通らぬ用意、事々敷儀なり」という伝聞の記述である。第二次木津川口の戦いについて詳細に記載しているオルガンチノの報告書では、「王国（ポルトガル）の船にも似ており、このような船が日本で造られていることは驚きだ」とあるだけで装甲の有無には触れておらず、『信長公記』においても装甲の有無については記載がない。このため、鉄張り装甲を持っていたのか、という点が疑問となっている。
- 乗員

『多聞院日記』によると、「人数五千人程のる」とあるが、その寸法からこの人数を載せることは難しいと考えられる。一方で『多聞院日記』は伝聞によるものであり、『信長公記』には九鬼嘉隆が6隻建造した旨が記載されており、5000人とは6隻の合計人数であり、1隻当たり800人強であるとする意見もある。
- 動力

本船の動力については特に記載はないが、通常の安宅船と同じく艪、および起倒式の木綿帆によるものと推定されている。

## 豊臣秀吉の鉄甲船
信長の鉄甲船はいまだ謎に包まれているが、秀吉が文禄・慶長の役時に鉄の装甲を持った大型船を建造したことは『フロイス日本史』に文禄2年（1594年）のこととして明確に記述されている。
鉄張りの船については『家忠日記』の文禄2年2月12日の項にも、「つくし大舟つゝミ候くろかね板あたり候、壹萬石ニ百五拾枚、」とある。

## その他の鉄甲船
他に、慶長18年（1613年）に日本へ来航したイギリス使節団のジョン・セーリスは、駿府へ向かう途上、800トンから1,000トン積みの船体を全て鉄で包んだノアの方舟と評した船を目撃している。
また寛永12年（1635年）には、徳川秀忠が幕府御船手頭向井忠勝に建造させた史上最大級の安宅船「安宅丸」では、総櫓及び船体の総てに防火・防蝕を目的とした銅板貼りが施されていた事が幕府の公式な記録から確認されている。銅板張りは鉄板を貼るよりは費用が高くつくものの、理論上は塩分に対する耐久性は高くなる。この船は50年近く運用された。